# 穆罕默德-礼萨·扎赫迪
穆罕默德-礼萨·扎赫迪（羅馬化：Mohammad Reza Zahedi；1960年11月2日—2024年4月1日）是伊朗伊斯兰革命卫队的高级军官。他曾指挥过该组织的空军和陆军。在他去世前，他是圣城军的最高指挥官之一。在以哈战争期间，他在叙利亚首都大马士革遭到以色列空袭而丧生。